# Mladen Mladenović
Mladen Mladenović (sinh ngày 13 tháng 9 năm 1964) là một cầu thủ bóng đá người Croatia.

## Đội tuyển bóng đá quốc gia Croatia
Mladen Mladenović thi đấu cho đội tuyển bóng đá quốc gia Croatia từ năm 1990 đến 1996.

## Thống kê sự nghiệp
| Đội tuyển bóng đá Croatia | Đội tuyển bóng đá Croatia | Đội tuyển bóng đá Croatia |
| Năm                       | Trận                      | Bàn                       |
| ------------------------- | ------------------------- | ------------------------- |
| 1990                      | 2                         | 0                         |
| 1991                      | 1                         | 0                         |
| 1992                      | 0                         | 0                         |
| 1993                      | 1                         | 0                         |
| 1994                      | 6                         | 2                         |
| 1995                      | 5                         | 1                         |
| 1996                      | 4                         | 0                         |
| Tổng cộng                 | 19                        | 3                         |